# 月球2A號
月球2A號（俄語：Луна-2А）或稱為E-1 5號（Е-1А № 5），有时又被NASA稱为月球1959A號（英語：Luna 1959A），是蘇聯的月球探測器，它是一个387（853磅）的 Luna E- 1A 航天器，两艘中的第一艘。目標是撞擊月球表面，这样做将是第一个到达月球表面的人造物体。它由由東方號運載火箭-L於1959年6月18日發射，飛行153秒後失控，探測器發射失敗。
发射原定于 6 月 16 日发射，但由于一名粗心的中尉在助推器中填充了错误等级的 RP-1 推进剂，因此推迟了两天。 Luna E-1A No.1 于 1959 年 6 月 18 日 08:08 UTC 搭载 Luna 8K72 运载火箭从拜科努尔航天发射场的 1/5 号站点发射升空。当助推器遭遇偏航陀螺故障并偏离其飞行路径时，发射再次以失败告终。地面控制在 T+153 秒发出手动关闭命令。
该航天器旨在在其向月球飞行的过程中进行实验。它还会释放气态钠，以产生可以从地球上观察到的金属云，从而可以跟踪航天器。在发布有关其任务的信息之前，美国宇航局正确地确定了这是一次未遂的月球撞击任务，但他们错误地认为它是在实际发射前两天的 6 月 16 日发射的。